# رسالة يوحنا الثانية
رسالة يوحنا الثانية هي إحدى أحد أسفار العهد الجديد التي تصنف ضمن رسائل الكاثوليكون وهي بحسب التقليد المسيحي منسوبة إلى يوحنا أحد رسل المسيح الإثنا عشر على الرغم من اسمه لم يذكر فيها، وهي الرسالة الوحيدة في العهد الجديد الموجهة إلى امرأة «كيريَّة المختارة».

## كيريَّة المختارة
هناك آراء عديدة حول حقيقة شخصية «كيريَّة المختارة» التي بعثت لها الرسالة، فمعنى كيريَّة باليونانية (السيدة) – الرسالة كتبت باللغة اليونانية- فمن المحتمل أن الكاتب قد قصد (السيدة المختارة) ولم يذكر اسمها خوفا على سلامتها من الاضطهاد في حال وقعت الرسالة بيد السلطات، أو قد يكون اسمها (مختارة) وباليونانية (أكلسكتا) فيكون قد بعث الرسالة إلى «السيدة أكلسكتا»، بينما يذهب فريق من المفسرين إلى أن كيريَّة المختارة هو اسم رمزي لجماعة مسيحية ما فالكنيسة بحسب اللاهوت المسيحي هي عروس المسيح التي اختارها لنفسه وقول كاتب الرسالة (يسلم عليك أولاد أختك المختارة) (2رسالة يوحنا: 13) هو كناية عن جماعة مسيحية أخرى.

## مضمون الرسالة
- تحية افتتاحية من كاتب الرسالة والذي يصف نفسه بالشيخ إلى كيريَّة وأولادها (1 - 3)
- الدعوة للسلوك بالحق والمحبة (4 – 6)
- التنبيه من المضللين الذين لايعترفون بمجئ المسيح بالجسد (4 – 11)
- التحية الختامية (12 – 13)

## الجدال حول قانونية الرسالة
البعض يقول ان هذه الرسالة وايضا الثالثة لم تنتشر بسرعه مثل انجيله والرسالة الاولي لانها تبدأ باسم شخص فاعتبرت في البداية رسالة شخصية فاحتفظ بها الاماكن المرسله اليها ولم تنتشر وهذا الذي جعل بعض المناطق التي هي بعيدة عن افسس لم تعرفها ولهذا لم توجد في بعض الكنائس في القرن الاول وبداية الثاني 
والترجمة بشيطتا لا تحتوي على رسالة بطرس الثانية، ويوحنا الثانية والثالثة ويهوذا وسفر الرؤيا

## مواضيع ذات صلة
- يوحنا بن زبدي
- رسالة يوحنا الأولى
- رسالة يوحنا الثالثة
- رسائل الكاثوليكون